# Hammarplast AB

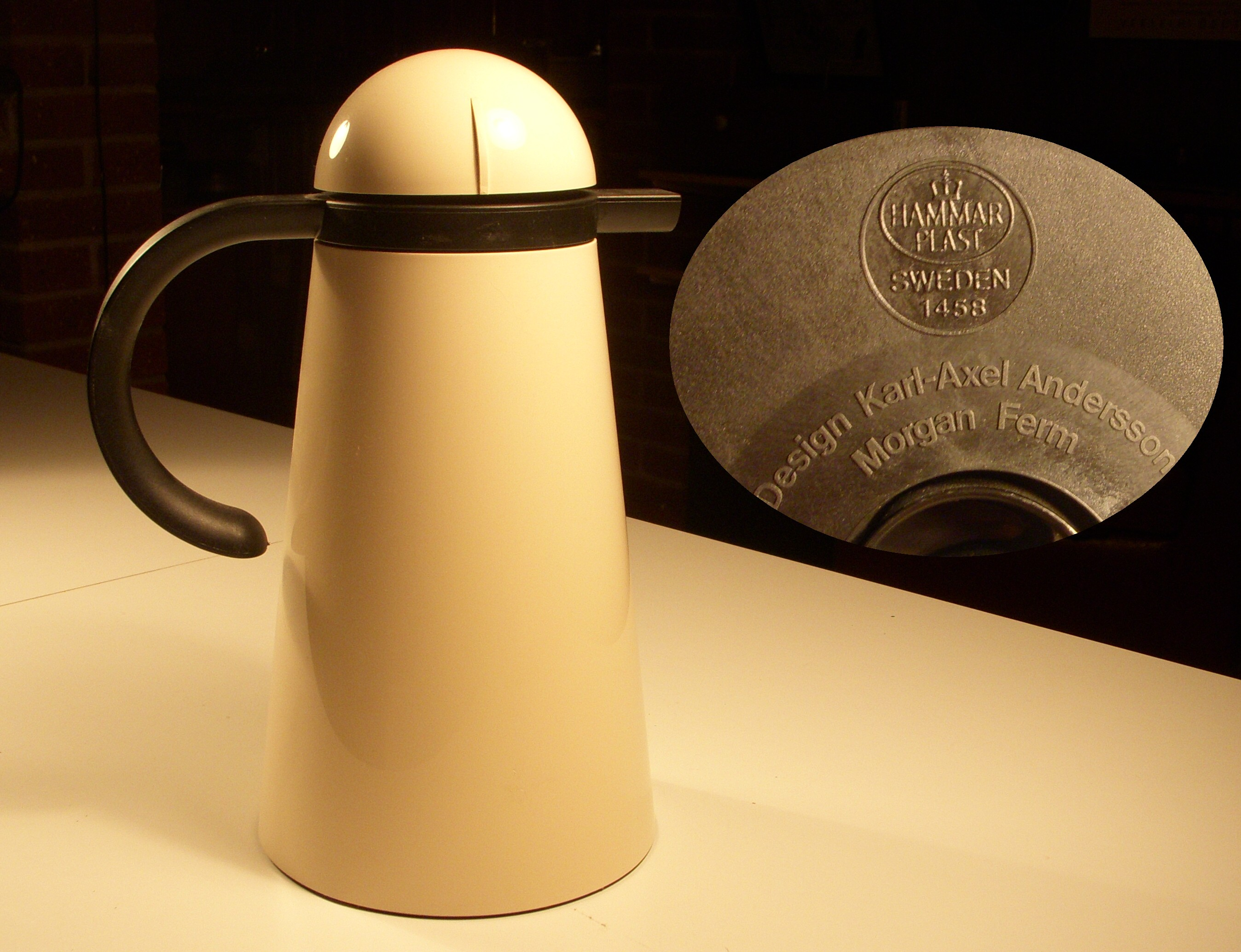
Un des produits proposés par l'entreprise

Hammarplast AB est un fabricant suédois de produits en plastique pour la cuisine et le jardin. Son siège est situé à Tingsryd, et l'entreprise était une filiale de Hammarplastgruppen depuis 1998 et est une filiale d'Orthex depuis 2011.